# Oceanijska košarkaška prvenstva
Oceanijska prvenstva u košarci za muške se održavaju od 1971. godine.
Od 1979. se održavaju u pravilnim razmacima od dvije godine.

## Rezultati prvenstava
| Godina            | Domaćin   | Zlato       | Srebro      | Bronca          |
| ----------------- | --------- | ----------- | ----------- | --------------- |
| 2011. (opširnije) | (domaćin) | Australija  | Novi Zeland | -               |
| 2009. (opširnije) | (domaćin) | Novi Zeland | Australija  | -               |
| 2007. (opširnije) | (domaćin) | Australija  | Novi Zeland | -               |
| 2005. (opširnije) | (domaćin) | Australija  | Novi Zeland | -               |
| 2003. (opširnije) | (domaćin) | Australija  | Novi Zeland | -               |
| 2001. (opširnije) | (domaćin) | Novi Zeland | Australija  | -               |
| 1999. (opširnije) | (domaćin) | Novi Zeland | Guam        | -               |
| 1997. (opširnije) | (domaćin) | Australija  | Novi Zeland | Nova Kaledonija |
| 1995. (opširnije) | (domaćin) | Australija  | Novi Zeland | Američka Samoa  |
| 1993. (opširnije) | (domaćin) | Australija  | Novi Zeland | Samoa           |
| 1991. (opširnije) | (domaćin) | Australija  | Novi Zeland | -               |
| 1989. (opširnije) | (domaćin) | Australija  | Novi Zeland | -               |
| 1987. (opširnije) | (domaćin) | Australija  | Novi Zeland | Tahiti          |
| 1985. (opširnije) | (domaćin) | Australija  | Novi Zeland | -               |
| 1983. (opširnije) | (domaćin) | Australija  | Novi Zeland | -               |
| 1981. (opširnije) | (domaćin) | Australija  | Novi Zeland | -               |
| 1979. (opširnije) | (domaćin) | Australija  | Novi Zeland | -               |
| 1978. (opširnije) | (domaćin) | Australija  | Novi Zeland | -               |
| 1975. (opširnije) | (domaćin) | Australija  | Novi Zeland | -               |
| 1971. (opširnije) | (domaćin) | Australija  | Novi Zeland | -               |

Napomena: Tablica je napravljena prema podatcima i prvenstvima koje navodi FIBA, a ne www.australiabasket.com (srodna stranica www.eurobasket.com-u).

## Odličja po državama
Po stanju nakon prvenstva 2003.
| Država          | Zlato | Srebro | Bronca | Ukupno |
| --------------- | ----- | ------ | ------ | ------ |
| Australija      | 17    | 2      | 0      | 19     |
| Novi Zeland     | 3     | 17     | 0      | 20     |
| Guam            | 0     | 1      | 0      | 1      |
| Tahiti          | 0     | 0      | 1      | 1      |
| Samoa           | 0     | 0      | 1      | 1      |
| Američka Samoa  | 0     | 0      | 1      | 1      |
| Nova Kaledonija | 0     | 0      | 1      | 1      |

| Međunarodna košarka | Međunarodna košarka |
| --- | ------------------- |
| |                     |
| FIBA \| Olimpijske igre \| Svjetsko prvenstvo \| FIBA-ina ljestvica Afrika: FIBA Afrika – Afričko prvenstvo Amerika: FIBA Amerika – Američko prvenstvo Azija: FIBA Azija - Azijsko prvenstvo Europa: FIBA Europa – Europsko prvenstvo Oceanija: FIBA Oceanija – Oceanijsko prvenstvo |                     |

| Međunarodna košarka | Međunarodna košarka |
| --- | ------------------- |
| |                     |
| FIBA \| Olimpijske igre \| Svjetsko prvenstvo \| FIBA-ina ljestvica Afrika: FIBA Afrika – Afričko prvenstvo Amerika: FIBA Amerika – Američko prvenstvo Azija: FIBA Azija - Azijsko prvenstvo Europa: FIBA Europa – Europsko prvenstvo Oceanija: FIBA Oceanija – Oceanijsko prvenstvo |                     |